# Trois Jours de La Panne 2014
La 38e édition des Trois Jours de La Panne a eu lieu du 1er au 3 avril 2014. La course fait partie du calendrier UCI Europe Tour 2014 en catégorie 2.HC.

## Présentation

### Équipes
Classés en catégorie 2.HC de l'UCI Europe Tour, les Trois Jours de La Panne sont par conséquent ouverts aux UCI ProTeams dans la limite de 70 % des équipes participantes, aux équipes continentales professionnelles, aux équipes continentales belges et à une équipe nationale belge.
L'organisateur a communiqué la liste des équipes invitées le 25 mars 2014. Vingt-deux équipes participent à ces Trois Jours de La Panne - 10 ProTeams, 9 équipes continentales professionnelles et 3 équipes continentales :
| Nom de l'équipe         | Pays       | Code |
| ----------------------- | ---------- | ---- |
| Astana                  | Kazakhstan | AST  |
| Cannondale              | Italie     | CAN  |
| Europcar                | France     | EUC  |
| FDJ.fr                  | France     | FDJ  |
| Giant-Shimano           | Pays-Bas   | GIA  |
| Katusha                 | Russie     | KAT  |
| Lampre-Merida           | Italie     | ALM  |
| Lotto-Belisol           | Belgique   | LTB  |
| Omega Pharma-Quick Step | Belgique   | OPQ  |
| Orica-GreenEDGE         | Australie  | OGE  |

| Nom de l'équipe              | Pays           | Code |
| ---------------------------- | -------------- | ---- |
| Androni Giocattoli-Venezuela | Italie         | AND  |
| Bardiani CSF                 | Italie         | BAR  |
| Caja Rural-Seguros RGA       | Espagne        | CJR  |
| MTN-Qhubeka                  | Afrique du Sud | MTN  |
| Neri Sottoli                 | Italie         | NRI  |
| NetApp-Endura                | Allemagne      | TNE  |
| Topsport Vlaanderen-Baloise  | Belgique       | TSV  |
| UnitedHealthcare             | États-Unis     | UHC  |
| Wanty-Groupe Gobert          | Belgique       | WGG  |

| Nom de l'équipe                           | Pays     | Code |
| ----------------------------------------- | -------- | ---- |
| 3M                                        | Belgique | MMM  |
| Vastgoedservice-Golden Palace Continental | Belgique | VGS  |
| Veranclassic-Doltcini                     | Belgique | VER  |

### Favoris
On note la participation de deux anciens vainqueurs, les Belges Frederik Willems (2009) et Sébastien Rosseler (2011). Le double tenant du titre Sylvain Chavanel ne prend pas le départ.
Du côté des sprinteurs, on note le forfait d'André Greipel et de Mark Cavendish, le premier pour une opération d'un ligament entre la clavicule et l'épaule après sa chute le dimanche précédent à Gand-Wevelgem et le second pour des problèmes d'estomac. Les sprinteurs favoris sont alors Marcel Kittel, Arnaud Démare et Peter Sagan.

## Étapes
| Étape     | Date      | Villes étapes           |  | Distance (km) | Vainqueur d’étape | Leader du classement général |
| --------- | --------- | ----------------------- |  | ------------- | ----------------- | ---------------------------- |
| 1re étape | 1er avril | La Panne - Zottegem     |  | 201           | Peter Sagan       | Peter Sagan                  |
| 2e étape  | 2 avril   | Zottegem - Ostdunkerque |  | 206           | Sacha Modolo      | Gert Steegmans               |
| 3ea étape | 3 avril   | La Panne - La Panne     |  | 109,7         | Sacha Modolo      | Gert Steegmans               |
| 3eb étape | 3 avril   | La Panne - La Panne     |  | 14,3          | Maciej Bodnar     | Guillaume Van Keirsbulck     |

## Déroulement de la course

### 1reétape
Lors du sprint final, Peter Sagan a légèrement freiné juste avant la ligne d'arrivée pour offrir la victoire à son coéquipier Oscar Gatto mais il remporte tout de même l'étape.
On note l'abandon de l'ancien lauréat Frederik Willems sur chute.
|    | Coureur           | Équipe                                    |    | Temps           |
| -- | ----------------- | ----------------------------------------- | -- | --------------- |
| 1  | Peter Sagan       | Cannondale                                | en | 4 h 29 min 39 s |
| 2  | Oscar Gatto       | Cannondale                                | +  | m.t             |
| 3  | Kenneth Vanbilsen | Topsport Vlaanderen-Baloise               |    | m.t             |
| 4  | Gert Steegmans    | Omega Pharma-Quick Step                   |    | m.t             |
| 5  | Laurens De Vreese | Wanty-Groupe Gobert                       |    | m.t             |
| 6  | Mauro Finetto     | Neri Sottoli                              |    | m.t             |
| 7  | Vincent Jérôme    | Europcar                                  |    | m.t             |
| 8  | Niki Terpstra     | Omega Pharma-Quick Step                   |    | m.t             |
| 9  | Jérôme Baugnies   | Wanty-Groupe Gobert                       |    | m.t             |
| 10 | Sander Cordeel    | Vastgoedservice-Golden Palace Continental |    | m.t             |

|    | Coureur           | Équipe                                    |    | Temps           |
| -- | ----------------- | ----------------------------------------- | -- | --------------- |
| 1  | Peter Sagan       | Cannondale                                | en | 4 h 29 min 29 s |
| 2  | Oscar Gatto       | Cannondale                                | +  | 4 s             |
| 3  | Kenneth Vanbilsen | Topsport Vlaanderen-Baloise               |    | 6 s             |
| 4  | Gert Steegmans    | Omega Pharma-Quick Step                   |    | 7 s             |
| 5  | Laurens De Vreese | Wanty-Groupe Gobert                       |    | 10 s            |
| 6  | Mauro Finetto     | Neri Sottoli                              |    | 10 s            |
| 7  | Vincent Jérôme    | Europcar                                  |    | 10 s            |
| 8  | Niki Terpstra     | Omega Pharma-Quick Step                   |    | 10 s            |
| 9  | Jérôme Baugnies   | Wanty-Groupe Gobert                       |    | 10 s            |
| 10 | Sander Cordeel    | Vastgoedservice-Golden Palace Continental |    | 10 s            |

### 2eétape
|    | Coureur            | Équipe                      |    | Temps           |
| -- | ------------------ | --------------------------- | -- | --------------- |
| 1  | Sacha Modolo       | Lampre-Merida               | en | 4 h 28 min 15 s |
| 2  | Arnaud Démare      | FDJ.fr                      | +  | m.t             |
| 3  | Alexander Kristoff | Katusha                     |    | m.t             |
| 4  | Ruslan Tleubayev   | Astana                      |    | m.t             |
| 5  | Danilo Napolitano  | Wanty-Groupe Gobert         |    | m.t             |
| 6  | Daniele Colli      | Neri Sottoli                |    | m.t             |
| 7  | Alessandro Bazzana | UnitedHealthcare            |    | m.t             |
| 8  | Marcel Kittel      | Giant-Shimano               |    | m.t             |
| 9  | Kenneth Vanbilsen  | Topsport Vlaanderen-Baloise |    | m.t             |
| 10 | Marco Canola       | Bardiani CSF                |    | m.t             |

|    | Coureur                  | Équipe                      |    | Temps           |
| -- | ------------------------ | --------------------------- | -- | --------------- |
| 1  | Gert Steegmans           | Omega Pharma-Quick Step     | en | 8 h 57 min 45 s |
| 2  | Oscar Gatto              | Cannondale                  | +  | 1 s             |
| 3  | Kenneth Vanbilsen        | Topsport Vlaanderen-Baloise |    | 3 s             |
| 4  | Niki Terpstra            | Omega Pharma-Quick Step     |    | 5 s             |
| 5  | Mauro Finetto            | Neri Sottoli                |    | 9 s             |
| 6  | Vincent Jérôme           | Europcar                    |    | 9 s             |
| 7  | Guillaume Van Keirsbulck | Omega Pharma-Quick Step     |    | 9 s             |
| 8  | Arnaud Démare            | FDJ.fr                      |    | 14 s            |
| 9  | Luke Durbridge           | Orica-GreenEDGE             |    | 20 s            |
| 10 | Alexander Kristoff       | Katusha                     |    | 24 s            |

### 3ea étape
|    | Coureur             | Équipe                       |    | Temps           |
| -- | ------------------- | ---------------------------- | -- | --------------- |
| 1  | Sacha Modolo        | Lampre-Merida                | en | 2 h 22 min 20 s |
| 2  | Andrea Guardini     | Astana                       | +  | m.t             |
| 3  | Kenny van Hummel    | Androni Giocattoli-Venezuela |    | m.t             |
| 4  | Kenneth Vanbilsen   | Topsport Vlaanderen-Baloise  |    | m.t             |
| 5  | Ralf Matzka         | NetApp-Endura                |    | m.t             |
| 6  | Michael Van Staeyen | Topsport Vlaanderen-Baloise  |    | m.t             |
| 7  | Nicola Ruffoni      | Bardiani CSF                 |    | m.t             |
| 8  | Alexander Kristoff  | Katusha                      |    | m.t             |
| 9  | Francesco Chicchi   | Neri Sottoli                 |    | m.t             |
| 10 | Youcef Reguigui     | MTN-Qhubeka                  |    | m.t             |

|    | Coureur                  | Équipe                      |    | Temps            |
| -- | ------------------------ | --------------------------- | -- | ---------------- |
| 1  | Gert Steegmans           | Omega Pharma-Quick Step     | en | 11 h 20 min 05 s |
| 2  | Kenneth Vanbilsen        | Topsport Vlaanderen-Baloise | +  | 3 s              |
| 3  | Niki Terpstra            | Omega Pharma-Quick Step     |    | 5 s              |
| 4  | Mauro Finetto            | Neri Sottoli                |    | 9 s              |
| 5  | Vincent Jérôme           | Europcar                    |    | 9 s              |
| 6  | Guillaume Van Keirsbulck | Omega Pharma-Quick Step     |    | 9 s              |
| 7  | Luke Durbridge           | Orica-GreenEDGE             |    | 20 s             |
| 8  | Alexander Kristoff       | Katusha                     |    | 24 s             |
| 9  | Sacha Modolo             | Lampre-Merida               |    | 25 s             |
| 10 | Yves Lampaert            | Topsport Vlaanderen-Baloise |    | 26 s             |

### 3eb étape
|    | Coureur                  | Équipe                                    |    | Temps       |
| -- | ------------------------ | ----------------------------------------- | -- | ----------- |
| 1  | Maciej Bodnar            | Cannondale                                | en | 17 min 51 s |
| 2  | Jan Bárta                | NetApp-Endura                             | +  | 3 s         |
| 3  | David Boucher            | FDJ.fr                                    |    | 6 s         |
| 4  | Luke Durbridge           | Orica-GreenEDGE                           |    | 7 s         |
| 5  | Guillaume Van Keirsbulck | Omega Pharma-Quick Step                   |    | 11 s        |
| 6  | Marcel Kittel            | Giant-Shimano                             |    | 13 s        |
| 7  | Kristjan Koren           | Cannondale                                |    | 14 s        |
| 8  | Johan Le Bon             | FDJ.fr                                    |    | 16 s        |
| 9  | Sander Cordeel           | Vastgoedservice-Golden Palace Continental |    | 16 s        |
| 10 | Rob Ruijgh               | Vastgoedservice-Golden Palace Continental |    | 25 s        |

|    | Coureur                  | Équipe                                    |    | Temps            |
| -- | ------------------------ | ----------------------------------------- | -- | ---------------- |
| 1  | Guillaume Van Keirsbulck | Omega Pharma-Quick Step                   | en | 11 h 38 min 16 s |
| 2  | Luke Durbridge           | Orica-GreenEDGE                           | +  | 7 s              |
| 3  | Gert Steegmans           | Omega Pharma-Quick Step                   |    | 8 s              |
| 4  | Niki Terpstra            | Omega Pharma-Quick Step                   |    | 15 s             |
| 5  | Marcel Kittel            | Giant-Shimano                             |    | 21 s             |
| 6  | Vincent Jérôme           | Europcar                                  |    | 25 s             |
| 7  | Mauro Finetto            | Neri Sottoli                              |    | 27 s             |
| 8  | Alexander Kristoff       | Katusha                                   |    | 32 s             |
| 9  | Rob Ruijgh               | Vastgoedservice-Golden Palace Continental |    | 33 s             |
| 10 | Alexander Porsev         | Katusha                                   |    | 33 s             |

## Classements finals

### Classement général
|    | Cycliste                 | Pays      | Équipe                                    |    | Temps            |
| -- | ------------------------ | --------- | ----------------------------------------- | -- | ---------------- |
| 1  | Guillaume Van Keirsbulck | Belgique  | Omega Pharma-Quick Step                   | en | 11 h 38 min 16 s |
| 2  | Luke Durbridge           | Australie | Orica-GreenEDGE                           | +  | 7 s              |
| 3  | Gert Steegmans           | Belgique  | Omega Pharma-Quick Step                   |    | 8 s              |
| 4  | Niki Terpstra            | Pays-Bas  | Omega Pharma-Quick Step                   |    | 15 s             |
| 5  | Marcel Kittel            | Allemagne | Giant-Shimano                             |    | 21 s             |
| 6  | Vincent Jérôme           | France    | Europcar                                  |    | 25 s             |
| 7  | Mauro Finetto            | Italie    | Neri Sottoli                              |    | 27 s             |
| 8  | Alexander Kristoff       | Norvège   | Katusha                                   |    | 32 s             |
| 9  | Rob Ruijgh               | Pays-Bas  | Vastgoedservice-Golden Palace Continental |    | 33 s             |
| 10 | Alexander Porsev         | Russie    | Katusha                                   |    | 33 s             |

### Classements annexes
|   | Cycliste           | Équipe                      | Points |
| - | ------------------ | --------------------------- | ------ |
| 1 | Sacha Modolo       | Lampre-Merida               | 30     |
| 2 | Kenneth Vanbilsen  | Topsport Vlaanderen-Baloise | 30     |
| 3 | Alexander Kristoff | Katusha                     | 20     |

|   | Cycliste           | Équipe                      | Points |
| - | ------------------ | --------------------------- | ------ |
| 1 | Tim De Troyer      | Wanty-Groupe Gobert         | 39     |
| 2 | Jay Robert Thomson | MTN-Qhubeka                 | 31     |
| 3 | Stijn Steels       | Topsport Vlaanderen-Baloise | 22     |

|   | Cycliste       | Équipe                      | Points |
| - | -------------- | --------------------------- | ------ |
| 1 | Stijn Steels   | Topsport Vlaanderen-Baloise | 9      |
| 2 | Gert Steegmans | Omega Pharma-Quick Step     | 9      |
| 3 | Niki Terpstra  | Omega Pharma-Quick Step     | 4      |

|   | Équipe                      | Pays     |    | Temps            |
| - | --------------------------- | -------- | -- | ---------------- |
| 1 | Omega Pharma-Quick Step     | Belgique | en | 34 h 55 min 27 s |
| 2 | FDJ.fr                      | France   | +  | 1 min 17 s       |
| 3 | Topsport Vlaanderen-Baloise | Belgique |    | 1 min 36 s       |

## Évolution des classements
| Étape              | Vainqueur          | Classement général       | Classement par points | Classement de la montagne | Classement des rushs | Classement par équipes  | Coureur le plus combatif |
| ------------------ | ------------------ | ------------------------ | --------------------- | ------------------------- | -------------------- | ----------------------- | ------------------------ |
| 1                  | Peter Sagan        | Peter Sagan              | Peter Sagan           | Tim De Troyer             | Stijn Steels         | Omega Pharma-Quick Step | Tim De Troyer            |
| 2                  | Sacha Modolo       | Gert Steegmans           | Kenneth Vanbilsen     | Tim De Troyer             | Gert Steegmans       | Omega Pharma-Quick Step | Gert Steegmans           |
| 3a                 | Sacha Modolo       | Gert Steegmans           | Sacha Modolo          | Tim De Troyer             | Stijn Steels         | Omega Pharma-Quick Step | Stijn Steels             |
| 3b                 | Maciej Bodnar      | Guillaume Van Keirsbulck | Sacha Modolo          | Tim De Troyer             | Stijn Steels         | Omega Pharma-Quick Step | Non décerné              |
| Classements finals | Classements finals | Guillaume Van Keirsbulck | Sacha Modolo          | Tim De Troyer             | Stijn Steels         | Omega Pharma-Quick Step | Stijn Steels             |

## Liste des participants
- Liste de départ complète

| Légende | Légende                                                                                                  | Légende | Légende                                                                                         |
| ------- | --- | ------- | ----------------------------------------------------------------------------------------------- |
| Num     | Dossard de départ porté par le coureur sur ces Trois Jours de La Panne                                   | Pos     | Position finale au classement général                                                           |
|         | Indique le vainqueur du classement général                                                               |         | Indique le vainqueur du classement par points                                                   |
|         | Indique le vainqueur du classement de la montagne                                                        |         | Indique le vainqueur du classement des rushs                                                    |
|         | Indique un maillot de champion national ou mondial, suivi de sa spécialité                               | #       | Indique la meilleure équipe                                                                     |
| NP      | Indique un coureur qui n'a pas pris le départ d'une étape, suivi du numéro de l'étape où il s'est retiré | AB      | Indique un coureur qui n'a pas terminé une étape, suivi du numéro de l'étape où il s'est retiré |
| HD      | Indique un coureur qui a terminé une étape hors des délais, suivi du numéro de l'étape                   |         |                                                                                                 |

| Omega Pharma-Quick Step # OPQ | Omega Pharma-Quick Step # OPQ  | Omega Pharma-Quick Step # OPQ |
| ----------------------------- | ------------------------------ | ----------------------------- |
| Num                           | Coureur                        | Pos                           |
| 1                             |                                |                               |
| 2                             | Andrew Fenn (GBR)              | AB-3a                         |
| 3                             | Martin Velits (SVK)            | 36e                           |
| 4                             | Mark Renshaw (AUS)             | 43e                           |
| 5                             | Gert Steegmans (BEL)           | 3e                            |
| 6                             | Niki Terpstra (NED)            | 4e                            |
| 7                             | Guillaume Van Keirsbulck (BEL) | 1er                           |
| 8                             | Julien Vermote (BEL)           | 14e                           |

| Cannondale CAN | Cannondale CAN            | Cannondale CAN |
| -------------- | ------------------------- | -------------- |
| Num            | Coureur                   | Pos            |
| 11             | Peter Sagan (SVK) (Route) | AB-2           |
| 12             | Maciej Bodnar (POL) (Clm) | 26e            |
| 13             | Matthias Krizek (AUT)     | 91e            |
| 14             | Oscar Gatto (ITA)         | NP-3a          |
| 15             | Ted King (USA)            | 62e            |
| 16             | Kristjan Koren (SLO)      | 29e            |
| 17             | Fabio Sabatini (ITA)      | 80e            |
| 18             | Alan Marangoni (ITA)      | NP-3b          |

| Lotto-Belisol LTB | Lotto-Belisol LTB         | Lotto-Belisol LTB |
| ----------------- | ------------------------- | ----------------- |
| Num               | Coureur                   | Pos               |
| 21                |                           |                   |
| 22                | Kris Boeckmans (BEL)      |                   |
| 23                | Vegard Breen (NOR)        | 16e               |
| 24                | Sean De Bie (BEL)         |                   |
| 25                | Kenny Dehaes (BEL)        | NP-3b             |
| 26                | Pim Ligthart (NED)        | 50e               |
| 27                | Jonas Van Genechten (BEL) | 59e               |
| 28                | Frederik Willems (BEL)    | AB-1              |

| Astana AST | Astana AST               | Astana AST |
| ---------- | ------------------------ | ---------- |
| Num        | Coureur                  | Pos        |
| 31         | Andrea Guardini (ITA)    | 53e        |
| 32         | Daniil Fominykh (KAZ)    | 90e        |
| 33         | Francesco Gavazzi (ITA)  | AB-2       |
| 34         | Dmitriy Gruzdev (KAZ)    | 34e        |
| 35         | Arman Kamyshev (KAZ)     | 96e        |
| 36         | Ruslan Tleubayev (KAZ)   | 19e        |
| 37         | Valentin Iglinskiy (KAZ) | 49e        |
| 38         | Dmitriy Muravyev (KAZ)   | 88e        |

| FDJ.fr FDJ | FDJ.fr FDJ               | FDJ.fr FDJ |
| ---------- | ------------------------ | ---------- |
| Num        | Coureur                  | Pos        |
| 41         | Laurent Mangel (FRA)     | 81e        |
| 42         | Arnaud Démare (FRA)      | NP-3a      |
| 43         | William Bonnet (FRA)     | AB-2       |
| 44         | David Boucher (FRA)      | 28e        |
| 45         | Mickaël Delage (FRA)     | AB-3a      |
| 46         | Murilo Fischer (BRA)     | 107e       |
| 47         | Matthieu Ladagnous (FRA) | 17e        |
| 48         | Johan Le Bon (FRA)       | 30e        |

| Lampre-Merida LAM | Lampre-Merida LAM         | Lampre-Merida LAM |
| ----------------- | ------------------------- | ----------------- |
| Num               | Coureur                   | Pos               |
| 51                | Sacha Modolo (ITA)        | 22e               |
| 52                | Niccolò Bonifazio (ITA)   |                   |
| 53                | Davide Cimolai (ITA)      | 15e               |
| 54                | Luca Dodi (ITA)           |                   |
| 55                | Elia Favilli (ITA)        | 66e               |
| 56                | Andrea Palini (ITA)       | 69e               |
| 57                |                           |                   |
| 58                | Maximiliano Richeze (ARG) | NP-3b             |

| Orica-GreenEDGE OGE | Orica-GreenEDGE OGE         | Orica-GreenEDGE OGE |
| ------------------- | --------------------------- | ------------------- |
| Num                 | Coureur                     | Pos                 |
| 61                  | Sam Bewley (NZL)            | AB-1                |
| 62                  | Luke Durbridge (AUS)        | 2e                  |
| 63                  | Michael Hepburn (AUS) (Clm) | 87e                 |
| 64                  | Leigh Howard (AUS)          | NP-2                |
| 65                  | Mathew Hayman (AUS)         | AB-3a               |
| 66                  | Aidis Kruopis (LTU)         | NP-3b               |
| 67                  | Jens Mouris (NED)           | 57e                 |
| 68                  | Svein Tuft (CAN)            | 31e                 |

| Europcar EUC | Europcar EUC           | Europcar EUC |
| ------------ | ---------------------- | ------------ |
| Num          | Coureur                | Pos          |
| 71           | Jérôme Cousin (FRA)    | 45e          |
| 72           | Antoine Duchesne (CAN) | 35e          |
| 73           |                        |              |
| 74           | Yohann Gène (FRA)      | 64e          |
| 75           | Vincent Jérôme (FRA)   | 6e           |
| 76           | Morgan Lamoisson (FRA) | 108e         |
| 77           | Yannick Martinez (FRA) | 93e          |
| 78           |                        |              |

| Giant-Shimano GIA | Giant-Shimano GIA       | Giant-Shimano GIA |
| ----------------- | ----------------------- | ----------------- |
| Num               | Coureur                 | Pos               |
| 81                | Marcel Kittel (GER)     | 5e                |
| 82                | Jonas Ahlstrand (SWE)   | NP-3b             |
| 83                | Bert De Backer (BEL)    | 97e               |
| 84                | Loh Sea Keong (MAS)     |                   |
| 85                | Tobias Ludvigsson (SWE) | 32e               |
| 86                | Tom Stamsnijder (NED)   | NP-3b             |
| 87                | Albert Timmer (NED)     | NP-3b             |
| 88                | Tom Veelers (NED)       | 42e               |

| Katusha KAT | Katusha KAT                  | Katusha KAT |
| ----------- | ---------------------------- | ----------- |
| Num         | Coureur                      | Pos         |
| 91          | Alexander Kristoff (NOR)     | 8e          |
| 92          | Marco Haller (AUT)           | 54e         |
| 93          | Mikhail Ignatiev (RUS)       |             |
| 94          | Viatcheslav Kouznetsov (RUS) | NP-3b       |
| 95          | Alexander Porsev (RUS)       | 10e         |
| 96          | Alexander Rybakov (RUS)      | 106e        |
| 97          | Rüdiger Selig (GER)          | NP-3b       |
| 98          | Luca Paolini (ITA)           | NP-3a       |

| Androni Giocattoli-Venezuela AND | Androni Giocattoli-Venezuela AND | Androni Giocattoli-Venezuela AND |
| -------------------------------- | -------------------------------- | -------------------------------- |
| Num                              | Coureur                          | Pos                              |
| 101                              | Marco Bandiera (ITA)             | 63e                              |
| 102                              | Johnny Hoogerland (NED) (Route)  | NP-3a                            |
| 103                              | Patrick Facchini (ITA)           | 99e                              |
| 104                              | Antonio Parrinello (ITA)         | 21e                              |
| 105                              | Jackson Rodríguez (VEN)          | 60e                              |
| 106                              | Nicola Testi (ITA)               | 105e                             |
| 107                              | Kenny van Hummel (NED)           | 98e                              |
| 108                              | Andrea Zordan (ITA)              |                                  |

| Bardiani CSF BAR | Bardiani CSF BAR      | Bardiani CSF BAR |
| ---------------- | --------------------- | ---------------- |
| Num              | Coureur               | Pos              |
| 111              | Sonny Colbrelli (ITA) | NP-3b            |
| 112              | Nicola Boem (ITA)     |                  |
| 113              | Marco Canola (ITA)    | 18e              |
| 114              | Marco Coledan (ITA)   | 44e              |
| 115              | Paolo Colonna (ITA)   | 100e             |
| 116              | Filippo Fortin (ITA)  | NP-3b            |
| 117              |                       |                  |
| 118              | Nicola Ruffoni (ITA)  | 68e              |

| Caja Rural-Seguros RGA CJR | Caja Rural-Seguros RGA CJR    | Caja Rural-Seguros RGA CJR |
| -------------------------- | ----------------------------- | -------------------------- |
| Num                        | Coureur                       | Pos                        |
| 121                        | Javier Aramendia (ESP)        | 76e                        |
| 122                        | Karol Domagalski (POL)        |                            |
| 123                        | Rubén Fernández Andújar (ESP) | 40e                        |
| 124                        | Fernando Grijalba (ESP)       |                            |
| 125                        | Fabricio Ferrari (URU)        |                            |
| 126                        | Lluís Mas (ESP)               | 37e                        |
| 127                        | Omar Fraile (ESP)             | 89e                        |
| 128                        | Davide Viganò (ITA)           | NP-3b                      |

| MTN-Qhubeka MTN | MTN-Qhubeka MTN          | MTN-Qhubeka MTN |
| --------------- | ------------------------ | --------------- |
| Num             | Coureur                  | Pos             |
| 131             | Martin Reimer (GER)      | 41e             |
| 132             | Fregalsi Debesay (ERI)   |                 |
| 133             | Bradley Potgieter (RSA)  |                 |
| 134             | Youcef Reguigui (ALG)    | 61e             |
| 135             | Songezo Jim (RSA)        |                 |
| 136             | Jay Robert Thomson (RSA) | 39e             |
| 137             | Johann van Zyl (RSA)     |                 |
| 138             | Dennis van Niekerk (RSA) | 101e            |

| NetApp-Endura TNE | NetApp-Endura TNE              | NetApp-Endura TNE |
| ----------------- | ------------------------------ | ----------------- |
| Num               | Coureur                        | Pos               |
| 141               | Jan Bárta (CZE) (Route et Clm) | 27e               |
| 142               | Zakkari Dempster (AUS)         | NP-2              |
| 143               | Blaž Jarc (SLO)                |                   |
| 144               | Ralf Matzka (GER)              | 92e               |
| 145               | Andreas Schillinger (GER)      | 83e               |
| 146               |                                |                   |
| 147               | Scott Thwaites (GBR)           | 94e               |
| 148               |                                |                   |

| Topsport Vlaanderen-Baloise TSV | Topsport Vlaanderen-Baloise TSV | Topsport Vlaanderen-Baloise TSV |
| ------------------------------- | ------------------------------- | ------------------------------- |
| Num                             | Coureur                         | Pos                             |
| 151                             | Yves Lampaert (BEL)             | 11e                             |
| 152                             | Jarl Salomein (BEL)             | 38e                             |
| 153                             | Stijn Steels (BEL)              | 46e                             |
| 154                             | Edward Theuns (BEL)             | 65e                             |
| 155                             | Jelle Wallays (BEL)             | 24e                             |
| 156                             | Michael Van Staeyen (BEL)       | 58e                             |
| 157                             | Kenneth Vanbilsen (BEL)         | 13e                             |
| 158                             | Pieter Vanspeybrouck (BEL)      | 72e                             |

| UnitedHealthcare UHC | UnitedHealthcare UHC     | UnitedHealthcare UHC |
| -------------------- | ------------------------ | -------------------- |
| Num                  | Coureur                  | Pos                  |
| 161                  | Alessandro Bazzana (ITA) | 23e                  |
| 162                  | Robert Förster (GER)     | 73e                  |
| 163                  | Ken Hanson (USA)         | 75e                  |
| 164                  | Daniel Summerhill (USA)  | 67e                  |
| 165                  | Christopher Jones (USA)  | 55e                  |
| 166                  | Luke Keough (USA)        | 78e                  |
| 167                  | Martijn Maaskant (NED)   | AB-3a                |
| 168                  | John Murphy (USA)        | 47e                  |

| Wanty-Groupe Gobert WGG | Wanty-Groupe Gobert WGG   | Wanty-Groupe Gobert WGG |
| ----------------------- | ------------------------- | ----------------------- |
| Num                     | Coureur                   | Pos                     |
| 171                     | Tim De Troyer (BEL)       | 77e                     |
| 172                     | Laurens De Vreese (BEL)   | NP-3a                   |
| 173                     | Jan Ghyselinck (BEL)      | 33e                     |
| 174                     | Jérôme Baugnies (BEL)     | AB-2                    |
| 175                     | Danilo Napolitano (ITA)   | 70e                     |
| 176                     | Fréderique Robert (BEL)   | 95e                     |
| 177                     | Kévin Van Melsen (BEL)    |                         |
| 178                     | James Vanlandschoot (BEL) | 20e                     |

| Neri Sottoli NRI | Neri Sottoli NRI        | Neri Sottoli NRI |
| ---------------- | ----------------------- | ---------------- |
| Num              | Coureur                 | Pos              |
| 181              | Ramón Carretero (PAN)   |                  |
| 182              | Daniele Colli (ITA)     | 12e              |
| 183              | Francesco Chicchi (ITA) | 82e              |
| 184              | Rafael Andriato (BRA)   | 56e              |
| 185              | Andrea Dal Col (ITA)    |                  |
| 186              | Roberto De Patre (ITA)  | 71e              |
| 187              | Mauro Finetto (ITA)     | 7e               |
| 188              | Mattia Pozzo (ITA)      | 86e              |

| 3M MMM | 3M MMM                    | 3M MMM |
| ------ | ------------------------- | ------ |
| Num    | Coureur                   | Pos    |
| 191    | Jaap de Man (NED)         | 52e    |
| 192    | Tom Devriendt (BEL)       | AB-2   |
| 193    | Egidijus Juodvalkis (LTU) | 74e    |
| 194    | Sebastiaan Pot (NED)      | 51e    |
| 195    | Joren Segers (BEL)        |        |
| 196    | Timothy Stevens (BEL)     | 48e    |
| 197    | Emiel Vermeulen (BEL)     | 85e    |
| 198    | Michael Vingerling (NED)  |        |

| Vastgoedservice-Golden Palace Continental VGS | Vastgoedservice-Golden Palace Continental VGS | Vastgoedservice-Golden Palace Continental VGS |
| --------------------------------------------- | --------------------------------------------- | --------------------------------------------- |
| Num                                           | Coureur                                       | Pos                                           |
| 201                                           | Sander Cordeel (BEL)                          | 25e                                           |
| 202                                           | Kurt Geysen (BEL)                             |                                               |
| 203                                           | Kevin Hulsmans (BEL)                          | NP-2                                          |
| 204                                           | Sam Lennertz (BEL)                            | 102e                                          |
| 205                                           | Kevin Peeters (BEL)                           | 79e                                           |
| 206                                           | Rob Ruijgh (NED)                              | 9e                                            |
| 207                                           | Alphonse Vermote (BEL)                        | AB-2                                          |
| 208                                           | Nick Wynants (BEL)                            |                                               |

| Veranclassic-Doltcini VER | Veranclassic-Doltcini VER | Veranclassic-Doltcini VER |
| ------------------------- | ------------------------- | ------------------------- |
| Num                       | Coureur                   | Pos                       |
| 211                       | Sébastien Rosseler (BEL)  | 104e                      |
| 212                       | Sascha Weber (GER)        |                           |
| 213                       | Giorgio Brambilla (ITA)   |                           |
| 214                       | Darijus Džervus (LTU)     | AB-1                      |
| 215                       | Gorik Gardeyn (BEL)       | 84e                       |
| 216                       | Tom Goovaerts (BEL)       |                           |
| 217                       | Wouter Mol (NED)          | 103e                      |
| 218                       | Joeri Stallaert (BEL)     |                           |